# Strela Team
Strela Team — спортивная команда, специализирующаяся на следующих дисциплинах: бразильское джиу-джитсу, смешанные единоборства (MMA), муай-тай, грэпплинг.

## История создания
Команда создана в Москве 1 сентября 2010 года, первоначально выступала под эгидой СК «Стрела Альянс» (альтернативное написание СК «Стрела — Alliance»). В 2011 году стала официальным представительством Alliance BJJ (Бразилия). С 2013 года команда выступает под названием STRELA Team (СТРЕЛА) и неоднократно завоевывает высокие спортивные награды в дисциплинах бразильское джиу-джитсу и грэпплинг.
Члены клуба также заключают контракты с MMA-организациями, на регулярной основе приглашают известных бойцов и тренеров для совместной подготовки и обмена опытом. Наиболее титулованные члены Strela Team — чемпион Bellator Александр Волков, победитель Grand Prix Bellator Михаил Заяц, чемпион мира по бразильскому джиу-джитсу Арсен Шапиев.

## Главные тренеры
- Президент клуба[20] Дмитрий Геннадиевич Селивахин[9][10]
- Тарас Вячеславович Кияшко[21][22]

## Основной состав бойцов
- Арсен Батыров
- Илья Богословский
- Александр Волков[23]
- Салмин Николай
- Абдулбари Гусейнов
- Владимир Дайнеко
- Михаил Заяц
- Гига Кухалашвили
- Александр Сак
- Антон Селезнев
- Янис Янакидис

## Командные достижения
- Moscow Open BJJ Cup III (Ноябрь 2012) – I место в командном зачете[24]
- Russia International BJJ Open 2013 (Май 2013) – II место в командном зачете[25]
- Чемпионат Санкт-Петербурга по грэпплингу (Февраль 2014) – I место в командном зачете[26]
- Moscow International Open 2014 (турнир по Бразильскому джиу-джитсу под эгидой IBJJF; Ноябрь 2014) – I место в командном зачете[27]
- Кубок Федерации Грэпплинга ADCC России среди юношей 10-17 лет и молодежи 18-22  лет. (Март 2015). Командный зачёт, молодёжь 18-22 лет - III место[28]
- Кубок России по грэпплингу и грэпплингу ГИ (Март 2015) – I место в командном зачете[29]